# Loris Ciullini
Loris Ciullini (Firenze, 27 febbraio 1924 – 5 febbraio 2008) è stato un giornalista italiano, a lungo firma della redazione fiorentina dell'Unità.

## Biografia
Cresciuto nella pallanuoto, disciplina nella quale fu anche arbitro, fu partigiano nella Resistenza antifascista e durante il periodo bellico, a causa di un ordigno esplosivo, riportò danni a una gamba i cui postumi lo accompagnarono per tutta la vita.
Giornalista dal 1954, curò per decenni le cronache della Fiorentina dalle colonne del quotidiano l'Unità.
Fu tesoriere dal 1992 al 1998 dell'ordine dei giornalisti della Toscana nonché vicepresidente dell'USSI regionale toscana.
Grazie alla sua fama di conoscitore delle vicende del club viola, nel corso degli anni fu spesso ospite delle trasmissioni televisive locali dedicate alla Fiorentina; svolse anche attività politica, venendo eletto consigliere comunale a Firenze per due mandati nelle liste del Partito Comunista.
È deceduto a Firenze il 6 febbraio 2008 poche settimane prima di compiere 84 anni.